# ناحیه هوانگیان
ناحیه هوانگیان (به لاتین: Huangyan District) یک منطقهٔ مسکونی در چین است که در تایجو واقع شده‌است. ناحیه هوانگیان ۹۸۸ کیلومتر مربع مساحت و ۵۷۰٬۰۰۰ نفر جمعیت دارد.